# Плавание на спине
Плавание на спине (кроль на спине) — стиль плавания, который визуально похож на кроль (руки совершают гребки попеременно, а ноги совершают попеременное непрерывное поднятие/опускание), но существуют следующие отличия — человек плывёт на спине, а не на животе, и пронос над водой выполняется прямой рукой, а не согнутой, как в кроле. Третий по скорости плавания стиль на дистанциях до 200 метров. Особенностью этого способа является то, что человеку не надо выдыхать в воду, так как лицо находится на поверхности. Ещё одна особенность стиля — старт совершается из воды, а не с тумбы, как во всех остальных стилях. Скорость — 8 км/ч.

## История стиля
Кроль на спине как спортивный способ плавания был включён в программу Олимпийских игр в 1904 году. Сначала в этом виде плавания соревновались только мужчины. Но с 1924 года на спине стали плавать и женщины. Первые пловцы выполняли одновременно гребковые движения руками и движения ногами, напоминавшими брасс. Прямыми руками выполнялся гребок у поверхности воды. Затем руки поднимались и вкладывались в воду за головой параллельно друг другу. Ноги, предварительно согнутые в коленях, делали гребок внутренней поверхностью стопы, разгибаясь в коленях вначале в стороны, а затем вовнутрь. На Олимпийских играх 1912 года было доказано, что плавание на спине кролем даёт преимущество в скорости по сравнению с брассом. На Олимпиаде в Стокгольме Гарри Хебнер впервые применил попеременную работу рук в сочетании с движениями ног, схожими с движениями австралийского кроля. Этот пловец положил начало развитию кроля на спине.
Становление современной техники плавания кролем на спине связывают с именем олимпийского чемпиона 1936 года Адольфа Кифера, который показал феноменальный для того времени результат, проплыв стометровую дистанцию за 1 минуту 05,9 секунд. Его стиль характеризовался высоким положением тела и головы, активными 6-ударными движениями ногами, высоким темпом движений руками, выполнявшими сильный гребок. В технике пловца были нерациональные элементы — движения прямой рукой над водой через сторону, широкое вкладывание её в воду, гребок прямой рукой выполнялся близко к поверхности воды. В довоенные годы (в 1935 году) техникой плавания кролем на спине хорошо владели советские пловцы К. Алешина (6.07,2) и Н. Борисов (5.24,3) на дистанции 400 м, их результаты превышали официальные мировые достижения.
В послевоенные годы техника кроля на спине продолжала совершенствоваться. Большинство пловцов стали выполнять гребок со сгибанием руки в локтевом суставе, что увеличило скорость плавания. В сравнении с пловцами вольного стиля, пловцы-спинисты были консерваторами. В их технике ещё долгие годы сохранялось высокое положение головы. Руки двигались над водой через стороны. Ноги были погружены глубоко в воду, и их движения напоминали педалирование. Таз был опущен, а тело принимало сидячее положение. Многие из этих черт были свойственны и технике плавания олимпийского чемпиона 1956 и 1960 годов австралийца Д. Тейла. Лишь на Олимпийских играх 1964 и 1968 годов в технике плавания победителей можно было увидеть качественно новые черты стиля. Мышцы туловища стали активно вовлекаться в рабочие движения, хотя тело занимало хорошо сбалансированное высокое и обтекаемое положение с минимальным углом атаки. Движения руками приобрели непрерывный и мощный характер. Рука двигалась над головой и входила в воду ближе к средней линии тела.
Своеобразной была техника К. Мюир (ЮАР), ставшей в канун Олимпиады 1968 года обладательницей мировых рекордов на дистанциях 100 и 200 м (соответственно 1.06,4 и 2.23,8). В 1969 году она улучшила рекорд на дистанции 100 м ещё на 0,8 сек. К. Мюир лежала на воде очень высоко и почти горизонтально (плоско). Во время плавания от воды освобождалась вся передняя поверхность тела, включая и верхнюю часть бедер. Руки выполняли непрерывные движения типа «мельницы», умеренно сгибаясь в локтях во время гребка (наибольший угол сгиба 110—120°). Плечевой пояс и туловище оставались стабильными. Ноги выполняли мало интенсивные и мелкие движения: бедра удерживались у самой поверхности воды, стопы не опускались ниже плоскости таза. Координация движений была 6-ударной. Это была интересная попытка применить в кроле на спине ослабленную работу ног.
Среди советских спинистов, можно отметить: Л. Барбиера — чемпиона Европы 1962 года (200 м — 2.16,6), Ю. Громака — чемпиона Европы 1966 года (200 м — 2.12,9), Т. Леквеишвили — чемпионку Европы 1970 года (100 м — 1.07,8).

## Соревнования
В олимпийской программе способу плавания на спине отводится 4 номера: дистанции 100 и 200 м для женщин и мужчин. Кроме этого, способ плавания на спине применяется на первом этапе эстафеты 4×100 м комбинированной и на вторых этапах комплексного плавания на дистанциях 200 и 400 м. Квалифицированные спортсмены используют в этих заплывах кроль на спине как наиболее рациональную разновидность техники плавания данным способом.

## Техника плавания
Техника плавания кролем на спине похожа на технику плавания кролем на груди. При плавании кролем на спине пловец лежит на поверхности воды почти горизонтально, его затылок погружён в воду. Он продвигается вперёд при помощи поочерёдных гребков правой и левой руками и попеременных движений ногами сверху вниз. Закончив гребок, рука появляется из воды и проносится вперёд по воздуху. На выполнение одного цикла движений приходится 2 гребка руками, 6 движений ногами, вдох и выдох.
Положение тела — пловец лежит на поверхности воды и находится в хорошо обтекаемом близком к горизонтальному положению. Плечи — слегка приподняты. Голова лежит на воде, лицо — обращено вверх, а подбородок — слегка опущен на грудь. Уровень воды находится несколько выше ушей.

### Движения ног
Ритмичные, непрерывные, попеременные встречные движения сверху вниз и снизу вверх с амплитудой, составляющей примерно треть роста пловца. Эти движения обеспечивают телу устойчивое горизонтальное положение и поддерживают скорость продвижения вперёд. Движение ноги вверх называется «гребковым» («рабочим»), а вниз — «подготовительным». Подготовительное движение (сверху вниз). В исходном (крайнем верхнем) положении выпрямленная в коленном суставе с повернутой внутрь расслабленной стопой нога находится у поверхности воды и занимает несколько наклонное по отношению к туловищу положение. Движение вниз начинается с разгибания прямой ноги в тазобедренном суставе. Пройдя горизонтальное положение прямая нога продолжает движение вниз, сгибаясь в тазобедренном суставе (назад) примерно до угла в 170°. Далее нога начинает сгибание в коленном суставе, при этом голень и стопа продолжают движение вниз, а бедро, разгибаясь в тазобедренном суставе, начинает движение вверх. Когда угол между передней поверхностью бедра и туловищем (в тазобедренном суставе) составит примерно 130—140°, движение ноги сверху вниз считается законченным. Рабочее движение (снизу вверх). Движение вверх начинается с последовательного разгибания ноги в коленном и голеностопном суставах (в последнем разгибание осуществляется в самом конце гребка), нога продолжает сгибаться в тазобедренном суставе. В этот момент бедро, голень и стопа движутся вверх. Когда коленный сустав окажется у поверхности воды, бедро начинает движение вниз, опережая голень и стопу, которые продолжают движение кверху. Опережающее движение бедра вниз способствует быстрому разгибанию ноги в коленном суставе и тем самым увеличивает скорость захлестывающего движения стопы вверх — назад. В результате такого движения ноги стопа создает некоторую силу тяги, которая способствует продвижению пловца вперед. Когда нога выпрямляется в коленном суставе, рабочее движение считается законченным. Согласованное движение. Из крайнего нижнего положения одна нога движется вверх, а другая одновременно из крайнего верхнего положения движется вниз.

### Движения рук
Цикл движений одной руки состоит из следующих фаз — вход руки в воду, захват, основная часть гребка, окончание гребка, выход из воды, пронос руки над водой.
Продолжительность цикла движений составляет 1,10—1,4 с.
Вход руки в воду. После проноса по воздуху прямая рука опускается в воду на линию, проходящую через одноимённый плечевой сустав. При погружении в воду ладонь — обращена наружу, а кисть поворачивается так, чтобы мизинец первым вошёл в воду. Продолжительность фазы составляет 0,08—10 с.
Захват. После входа руки в воду туловище начинает поворачиваться вокруг продольной оси в сторону вошедшей в воду руки. Это способствует тому, чтобы прямая рука быстро спустилась вниз и вперёд на глубину 10—15 см. По мере опускания рука начинает сгибаться в локтевом суставе, а кисть движется вперёд и вниз и наружу в перпендикулярное направлению движения положение и начинает захватывать воду. Продолжая движение вниз и вперёд и в сторону, рука сгибается в локтевом суставе до угла 150°, локоть опускается вниз, а кисть погружается в воду до 30 см и располагается перпендикулярно направлению движения тела, оставаясь выше локтя. Продолжительность фазы составляет 0,17— 0,20 с.
Основная часть гребка. Фаза гребка начинается в тот момент, когда кисть начинает двигаться назад и вверх за счёт сгибания руки в локтевом суставе и вращения предплечья. Двигаясь вдоль тела назад, рука разворачивает гребущие поверхности в этом направлении и продолжает сгибаться в локтевом суставе, образуя в середине гребка угол между плечом и предплечьем 70—100°. Кисть поднимается к поверхности воды (не нарушая её), а локоть остаётся развернутым вниз. Вторая половина фазы начинается, когда кисть проходит линию плечевых суставов, рука постепенно разгибается в локтевом суставе и заканчивает основную часть гребка захлёстывающим движением кисти назад и вниз и внутрь. В этот момент рука полностью выпрямляется, а кисть опускается на глубину 30—40 см от поверхности воды. На протяжении всей основной части гребка кисть движется по криволинейной траектории и, сохраняя перпендикулярное положению её движения положение, находится около поверхности воды. Перпендикулярное положение кисти обеспечивает на протяжении всей основной части максимальное действие силы тяги, которая возникает на гребущих поверхностях кисти и предплечья. Усилию гребкового движения способствует поворот туловища вокруг продольной оси. Продолжительность основной части гребка составляет 0,40—0,50 с.
Выход руки из воды. К моменту завершения движения руки в воде напряжение мышц, принимающих участие в гребке, прекращается. В следующий момент пловец, вращая предплечье, поворачивает ладонь к бедру и последовательно поднимает из воды кисть, предплечье и плечо. Продолжительность этой фазы составляет 0,10—0,15 с.
Пронос руки над водой. Движение прямой руки над водой осуществляется в вертикальной плоскости, проходящей через плечевой сустав. Рука движется по воздуху прямая, расслабленная с минимальными мышечными усилиями. Во время проноса ладонь движется наружу. Пронос руки над водой осуществляется равномерно, в соответствии со скоростью гребка другой руки. Продолжительность фазы составляет 0,40—0,45 с.
Согласование движений. Когда правая рука находится впереди (фаза захвата), левая рука в этот момент выходит из воды и начинает пронос. Правая рука выполняет основную часть гребка, а левая проносится над водой и входит в воду. Далее правая рука поднимается из воды и начинает пронос, а левая заканчивает захват. Затем правая рука проносится над водой и входит в воду, а левая выполняет основную часть гребка. Далее цикл движения рук повторяется.

### Дыхание
На один цикл движений пловца приходится по одному вдоху и выдоху. В конце гребка более сильной руки (обычно правой) пловец делает вдох через рот. Затем, после небольшой задержки, следует медленный выдох через рот (и частично через нос), который продолжается до следующего вдоха. Выдох завершается с усилением во избежание попадания в рот воды при следующем вдохе. Общая координация движений. На 1 цикл движений пловца приходится гребок правой и левой руками, 6 ударов ногами вверх и вниз, вдох и выдох. Для плавания кролем на спине характерны непрерывная круговая работа, наплыв, субъективное ощущение лёгкости хода и свобода движений.